# Herzogtum Schweidnitz-Jauer

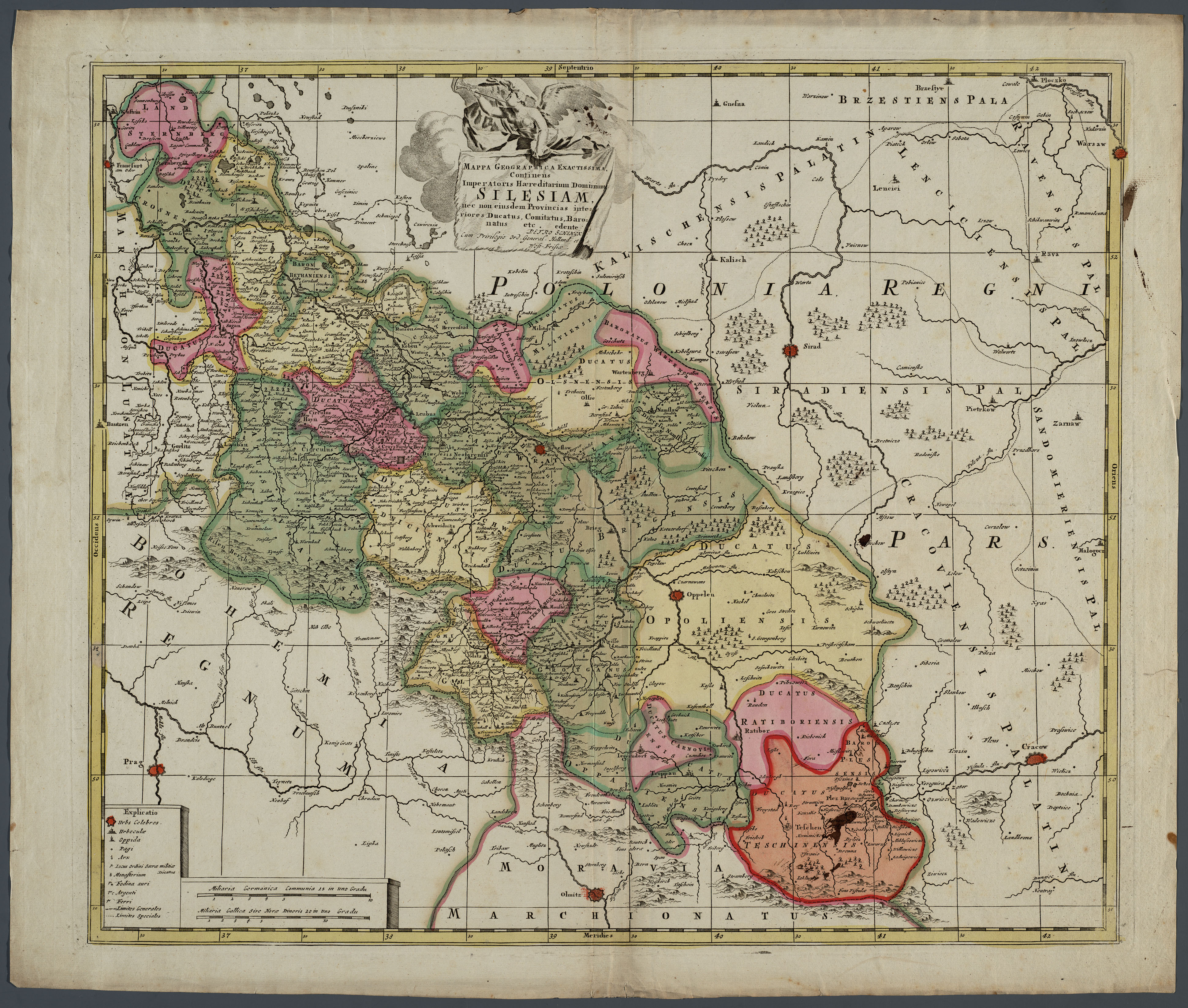
Herzogtümer Jauer und Schweidnitz (Ducatus Iavariensis und Ducatus Schwidniciensis), Schlesienkarte von Petrus Schenk, 1710

Das Herzogtum Schweidnitz-Jauer bestand zeitweise getrennt aus den schlesischen Herzogtümern Jauer und Schweidnitz. Sie waren ab 1346 dauerhaft verbunden und wurden bis 1368 vom Schweidnitzer Zweig der Schlesischen Piasten regiert. Ihre Gebiete gehörten ursprünglich zu den Herzogtümern Liegnitz und Breslau. Residenzorte waren Jauer bzw. Schweidnitz und die Burg Fürstenstein im Waldenburger Bergland.
Nach dem Tod des Herzogs Bolko II. von Schweidnitz 1368 fielen die Herrschaftsgebiete von Schweidnitz-Jauer erbrechtlich an die Krone Böhmen, wobei Bolkos II. Witwe Agnes von Habsburg bis zu ihrem Tod 1392 ein Nießbrauch zustand.

## Herzogtum Jauer

Wappen des Herzogtums Jauer

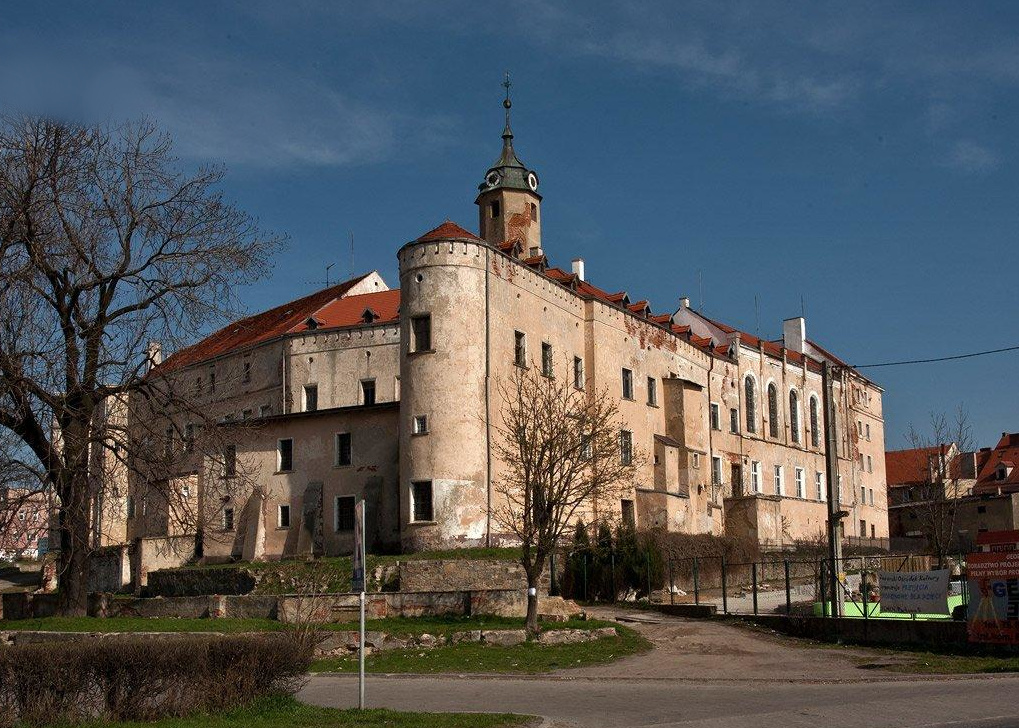
Schloss Jauer

Das Herzogtum Jauer wurde noch zu Lebzeiten von Herzog Boleslaw II. 1274/77 für dessen ältesten Sohn Heinrich V. aus dem Herzogtum Liegnitz ausgegliedert. Neben Jauer gehörten zum Herrschaftsgebiet u. a. die Städte Bolkenhain, Landeshut, Liebau, Löwenberg, Schönau an der Katzbach und ab 1277 Striegau.
Als Heinrich V. nach dem Tod seines Vaters 1278 Herzog von Liegnitz wurde, erhielten der zweitgeborene Bolko I. und dessen jüngerer Bruder Bernhard I. zunächst gemeinsam das Herzogtum Jauer.
1281 gliederte Bolko I. für seinen Bruder Bernhard I. aus dem Herzogtum Jauer das Gebiet von Löwenberg aus, das ebenfalls Sitz eines eigenen Herzogtums wurde. Als Bernhard nur fünf Jahre später starb, erbte Bolko das Herzogtum Löwenberg, das er wieder mit seinem Herzogtum Jauer verband.
Nach Bolkos Tod 1301 regierten seine drei Söhne die ererbten Gebiete zunächst gemeinsam. Erst 1308 wurde Jauer wieder als selbständiges Herzogtum dem zweitgeborenen Sohn Heinrich I. zugewiesen. Nach dessen Tod 1346 wurde es unter Herzog Bolko I. abermals und dauerhaft mit dem Herzogtum Schweidnitz vereinigt und nachfolgend als Herzogtum Schweidnitz-Jauer bezeichnet.

## Herzogtum Schweidnitz bzw. ab 1346 Schweidnitz-Jauer

Wappen des Herzogtums Schweidnitz

Das Herzogtum Schweidnitz entstand 1290/91, als Heinrich V. von Liegnitz, der im selben Jahr durch den böhmischen König Wenzel II. zum Herzog von Breslau eingesetzt wurde, den südlichen Teil des Herzogtums Breslau seinem Bruder Bolko I. von Jauer schenkte. Durch die Schenkung erhoffte sich Heinrich V. von seinem Bruder eine Unterstützung im Kampf mit seinem Rivalen Heinrich III. von Glogau. Zu dem so an Bolko I. gelangten Gebiet gehörten die Städte Münsterberg, Frankenstein, Strehlen, Reichenbach und Schweidnitz. Dieser Herrschaftsbereich entsprach den späteren Herzogtümern Schweidnitz und Münsterberg. Residenzort war neben Schweidnitz auch die Burg Fürstenstein.
1295 versuchte Bolko I. erfolglos, sich das Breslauer Bistumsland anzueignen. Allerdings gelangte er an die Stadt Patschkau. Von Heinrich III. von Glogau erwarb er Haynau, dessen Einnahmen er für die Söhne seines 1296 verstorbenen Bruders Heinrich V. benutzte, die unter seiner Vormundschaft standen.
Nach dem Tode Bolkos I. im Jahre 1301 standen seine noch nicht volljährigen Söhne zunächst unter der Vormundschaft ihrer Mutter Beatrix († 1316) und deren Bruder Hermann von Brandenburg. 1308 erfolgte die Aufteilung in Teilherzogtümer.
- Herzog Bernhard II. († 1326) behielt das um die nachstehenden Gebiete verkleinerte Herzogtum Schweidnitz.
- Heinrich I. bekam Jauer, das wieder ein selbständiges Herzogtum wurde und nach dessen Tode 1346 abermals mit Schweidnitz vereinigt wurde.
- Der jüngste Bruder Bolko II. stand zunächst unter der Vormundschaft des ältesten Bruders. Nach  Erlangung der Volljährigkeit 1321 begründete er das Herzogtum Münsterberg. Dessen piastische Linie erlosch 1428 mit Herzog Johann.

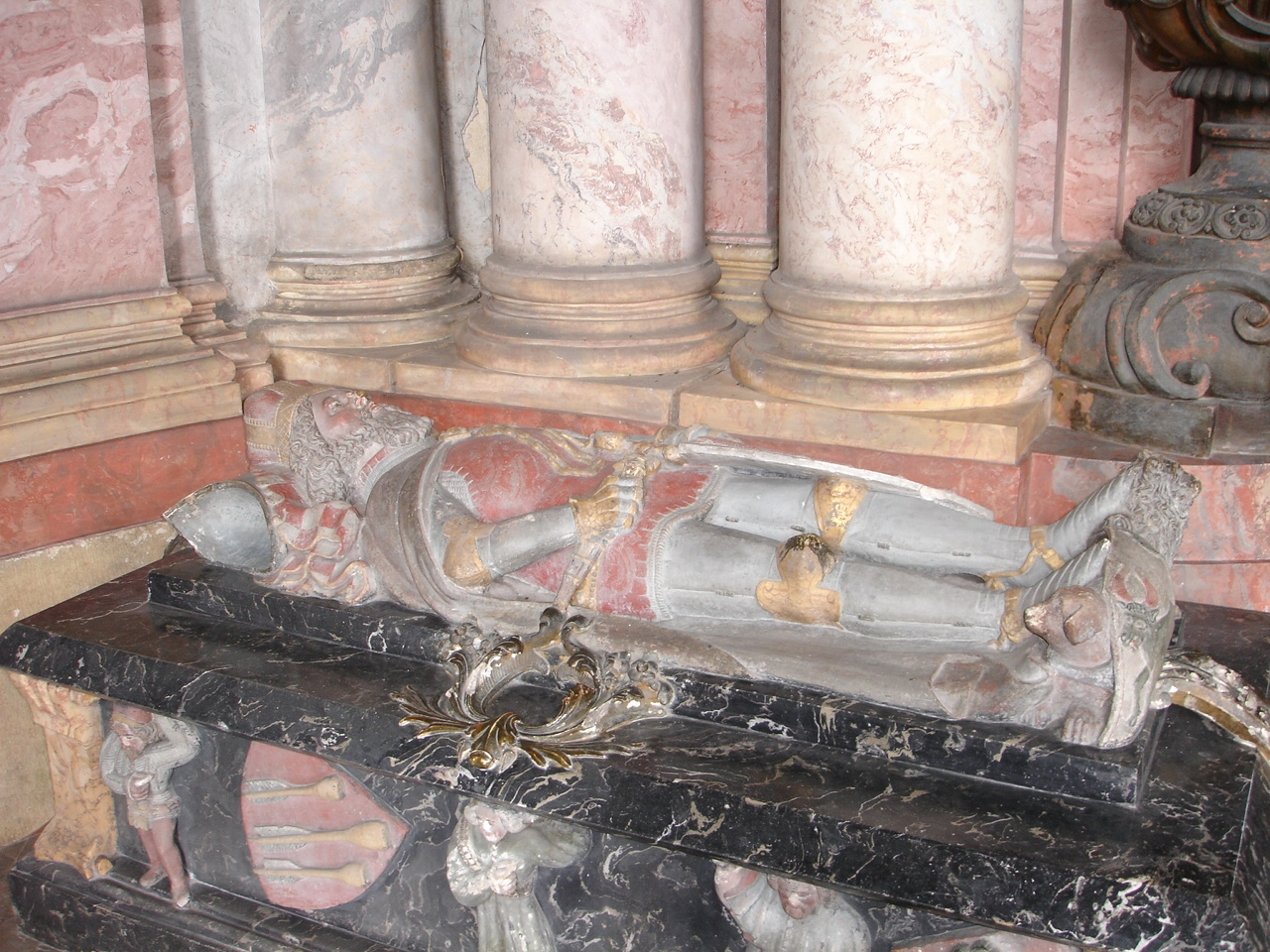
Sarkophag Bolkos II. in der Fürstenkapelle von Kloster Grüssau

Letzter Herzog von Schweidnitz aus der piastischen Linie war Bolko II. von Schweidnitz. Im Gegensatz zu den anderen schlesischen Herzogtümern, die ihre Gebiete schon vor 1335 als ein Lehen an Böhmen übergaben, lehnte Bolko II. zunächst den Anschluss seines Herzogtums an Böhmen ab. Zusammen mit dem polnischen König Kasimir I. und dem römisch-deutschen Kaiser Ludwig dem Bayern bildete er eine anti-luxemburgische Koalition. Vermutlich deshalb belagerte der böhmische König Johann von Luxemburg die Stadt Schweidnitz. Erst mit dem Vertrag von Namslau kam es 1348 zu einer Befriedung zwischen Bolko II. und dem böhmischen König Karl IV., der auf die Freundschaft zu Bolko II. großen Wert legte. Das gelang ihm 1350, als er mit Bolko II. die Heirat von dessen Nichte Anna von Schweidnitz mit seinem Sohn Wenzel vereinbaren konnte, der kurz vorher geboren worden war. Gleichzeitig wurde vereinbart, dass Anna Erbin des Herzogtums Schweidnitz sein sollte, falls ihr Vormund Bolko II. ohne Nachkommen sterben sollte. Für diesen Fall wurde Bolkos Witwe Agnes von Habsburg ein lebenslanges Nießbrauchsrecht über das Herzogtum Schweidnitz-Jauer eingeräumt. Zu der Hochzeit zwischen Anna von Schweidnitz und Karls Sohn Wenzel kam es nicht, da dieser 1351 im Alter von nur einem Jahr starb. Nachdem am 2. Februar 1353 Karls zweite Ehefrau Anna von der Pfalz verstarb, heiratete der nun verwitwete Karl im selben Jahr die damals zehnjährige Anna von Schweidnitz. 1346 wurde er zum Römisch-deutschen König gewählt und 1355 zum Römisch-deutschen Kaiser gekrönt. Anna gebar ihm 1361 den Thronfolger Wenzel IV.

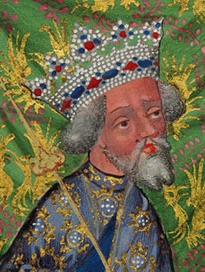
König Wenzel IV. (1361–1419)

Herzog Bolko II. starb ohne Nachkommen 1368. Seine Nichte Anna von Schweidnitz, deren Heiratsgut Schweidnitz-Jauer sein sollte, starb bereits 1362. Deshalb erbte das Herzogtum Schweidnitz-Jauer ihr Sohn und Thronfolger Wenzel IV. Er war 1368 erst acht Jahre alt und wurde zur Wahrung des Erbes von seinem Vater Karl IV. volljährig erklärt. Wegen des Nießbrauchs von Bolkos Witwe Agnes von Habsburg konnte Wenzel, der seit 1376 Römisch-deutscher und seit 1378 König von Böhmen war, sein Erbfürstentum Schweidnitz-Jauer erst nach deren Tod 1392 unmittelbar unter die Krone Böhmen stellen. Bereits 1387 hatte er der Herzoginwitwe den böhmischen Edelmann Benesch von Chusnik (Beneš z Chousníka, † 1410) als Berater zur Seite gestellt und 1392 zum Landeshauptmann des Erbfürstentums Schweidnitz-Jauer befördert. Ihm folgte 1404 Johann Kruschina von Lichtenburg.
Im 15. Jahrhundert versuchten die Stände von Schweidnitz-Jauer, sich enger an Böhmen zu binden und sich so von den schlesischen Fürsten und Ständen abzusondern. Ab 1457 bekleidete Johann II. von Rosenberg das Amt des Landeshauptmanns. Während der Herrschaft des ungarischen Königs Matthias Corvinus über Schlesien forderte der Prager Landtag von ihm die Abtretung von Schweidnitz-Jauer. Vermutlich, um die Stände daran zu erinnern, dass Schweidnitz-Jauer ein fester Bestandteil Schlesiens ist, begab sich König Matthias im selben Jahr nach Schweidnitz.
1526 gelangte das Erbfürstentum Schweidnitz-Jauer zusammen mit der Krone Böhmen an die Habsburger in ihrer Eigenschaft als Könige von Böhmen. Von 1624 bis 1637 war es formal ein Lehen des Erzherzogs Ferdinand III. Nach dem Ersten Schlesischen Krieg 1742 fiel das Herrschaftsgebiet an Preußen. 1807 wurde es durch die preußischen Verwaltungsreformen aufgelöst.
Aus dem Herzogtum Schweidnitz-Jauer gingen die Landkreise Schweidnitz, Jauer, Waldenburg, Hirschberg, Goldberg, Löwenberg und Bunzlau hervor.

## Herzöge von Jauer
- 1274/77–1278 Heinrich V.
- 1278–1301 Bolko I.
- 1308–1314 Bernhard für seinen jüngeren Bruder Heinrich I.
- 1314–1346 Heinrich I. Ende der direkten Linie Jauer

## Herzöge von Schweidnitz
- 1291–1301 Bolko I.
- 1301–1307 Bernhard I., Heinrich I. und Bolko II. von Münsterberg unter Vormundschaft ihres Onkels Hermann von Brandenburg
- 1308–1326 Bernhard II; zugleich auch für die jüngeren Brüder Heinrich I. (bis 1314) und Bolko II. von Münsterberg (bis 1321)
- 1326–1368 Bolko II., Ende der Linie Schweidnitz-Jauer
  - 1326–um 1342 Heinrich II., Mitregent
    - Dessen Tochter Anna von Schweidnitz, Erbin von Schweidnitz-Jauer († 1362)

## Landeshauptleute des Erbfürstentums Schweidnitz-Jauer
- 1389–1405 Benesch von Chusnik (tschechisch Beneš z Choustníka), † 1410[1]
- 1405–1407 Johann Kruschina von Lichtenburg, zugleich Oberstburggraf von Böhmen
- 1407–1412 Jan von Chotěmice
- 1419–1448 seit König Wenzels Tod 1419 erblich in der Familie von Colditz[2]
- 1448–1454 Hans/Hanuš von Colditz[3]
- 1454–1457 Heinrich IV. von Rosenberg
- 1457–1472 Johann II. von Rosenberg
- 1474–1479 Stephan Zápolya zugleich Oberlandeshauptmann und bis 1484 Pfandinhaber des Burglehens der Bolkoburg
- 1480–1490 Georg von Stein, ab 1484 Pfandinhaber des Burglehens der Bolkoburg; 1481–1488 Hauptmann der niederschlesischen Herzogtümer
- 1498–15?? Diprand von Reibnitz[4]
- 1512–1520 Conrad I. von Hohberg[5]
- 1520–1534 Caspar von Schaffgotsch (1476–1534)[6]
- 1534–1564 Conrad von Hochberg[7]
- 1565–1591(?) Matthias von Logau
- 1612–1627 Caspar von Warnsdorf (erster protestantischer Landeshauptmann, im Rahmen der Rekatholisierung amtsenthoben)[8]
- 1627–1637 Heinrich von Bibran († 1642), Sohn des Nikolaus von Bibran; 1637 amtsenthoben wegen Veruntreuung von kaiserlichen Mitteln.[9]
- 1637–1651 Georg Ludwig von Starhemberg;[10] nach vorliegenden Quellen nahm er eine eher positive Haltung gegenüber Protestanten ein.
- 1654–1664 Otto Hans von Nostitz[11]
- 1665–1693 Christoph Leopold von Schaffgotsch[12]
- 1693–?? Johann Joachim von Zinzendorf
- um 1697 Johann (Hans) Friedrich von Nimptsch auf Ölse
- 1704–1740 Johann (Hans) Anton Graf von Schaffgotsch (1675–1742). 1707/1708 war er an der Umsetzung des Vertrags von Altranstädt beteiligt.[13] Er leitete ab 1719 das Oberamt bis zur Annexion Schlesiens durch Preußen interimistisch als „Oberamtsdirektor“ bis 1741.